# Hippolyte Arnoux
Pour les articles homonymes, voir Arnoux.

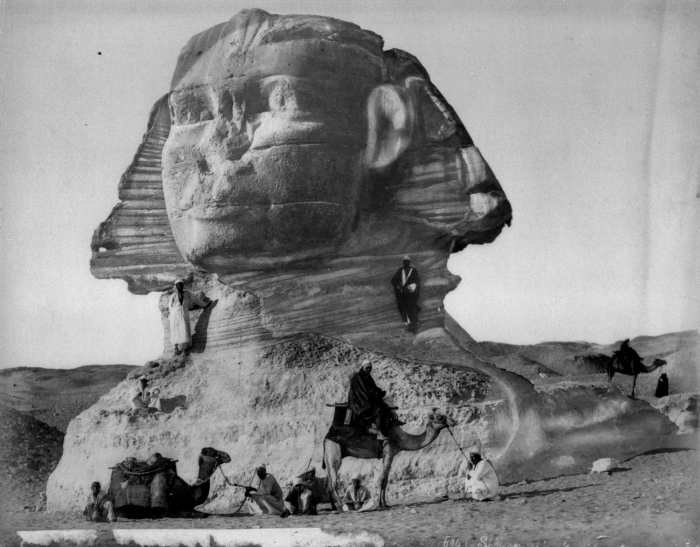
Le sphinx près de la pyramide de Gizeh.

Hippolyte Arnoux, en activité vers 1860-1890, est un photographe français de la seconde moitié du XIXe siècle, installé à Port-Saïd en Égypte. Des années 1860 à la fin des années 1880, il couvre le percement du canal de Suez.

## Biographie
Ses date et lieu de naissance ne sont pas connus.
Il fait partie des photographes qui, à partir des années 1850, s'installent au Caire et dans la vallée du Nil pour répondre à la demande de photographies en guise de souvenirs des touristes européens qui visitent l'Égypte : les Français Félix Bonfils, Gustave Le Gray, Émile Béchard et son frère Henri, Ermé Désiré, les Italiens Antonio Beato et son frère Felice, les frères Georges et Constantin (Costis) Zangaki nés en Grèce.
À partir de 1860, Hippolyte Arnoux travaille comme photographe en Égypte, à Port-Saïd, où il installe un studio photographique place des Consuls, puis un second place Ferdinand-de-Lesseps ; il est l'un des photographes attitrés, sinon officiel, des travaux de percement du canal de Suez qui débutent en 1859 : son studio place Ferdinand-de-Lesseps porte d'ailleurs le nom de Photographie du canal. Il est visité par de nombreux touristes de passage, Port-Saïd étant une escale pour les voyageurs qui se rendent en Extrême-Orient via le canal de Suez.
Hippolyte Arnoux apparaît comme photographe établi à Alexandrie, rue Lifonti, dans un guide publié en 1868.
À la même époque, il a pu collaborer avec le studio photographique des frères Georges et Constantin (Costis) Zangaki également installés à Port-Saïd, comme en témoigne la présentation en commun de leurs photographies dans le pavillon de la compagnie de Suez à l’exposition universelle de 1889 à Paris avec ce commentaire : « 324 photographies dont 9 panoramas de MM. Arnoux et Zangaki frères, photographes à Port-Saïd. Ces peintures et ces photographies représentaient l’aspect général ou des vues partielles des villes de l’Isthme, des gares du Canal, de navires en transit, d’appareils employés »,. Mais en 1874, Arnoux assigne en justice Georges Zangaki et un certain Antippa Spiridion, en les accusant d’usurpation de sa propriété intellectuelle, pour avoir reproduit et vendu certains de ses clichés. Le 17 juillet 1876, malgré « l’absence de toute loi spéciale en vigueur en Égypte », les accusés sont condamnés par le tribunal d'Ismaïlia à verser huit cents francs de dommages et intérêts au plaignant. Le 1er mars 1877, la cour d'Alexandrie rejette leur demande en appel,.
Arnoux a également collaboré avec le photographe italien Antonio Beato,, ainsi qu'avec le photographe ottoman Pascal Sébah.
Il est toujours mentionné comme photographe à Port-Saïd dans la 10e édition de l'Annuaire oriental du commerce parue en 1891, tout comme les frères Zangaki.

## Photographies
À l'instar de nombreux photographes installés en Égypte, tels Antonio Beato, Ermé Désiré ou Émile Béchard, Arnoux photographie les monuments de l'Égypte antique, les rues des villes et leurs habitants, réalise des portraits en studio, avant de consacrer une grande partie de son travail au canal de Suez, dont il couvre systématiquement les travaux de construction et l’exploitation. Il publie ces photos dans l'Album du canal de Suez.
Dans son studio, à l'instar des photographes de son époque, il utilise comme fonds des toiles peintes tendues représentant en général une végétation luxuriante, souvent de type europééen et non oriental, et photographie des scènes de rue reconstituées. Il fait ainsi poser devant ce type de décor des jeunes hommes danakil, originaires de la côte des Somalis.

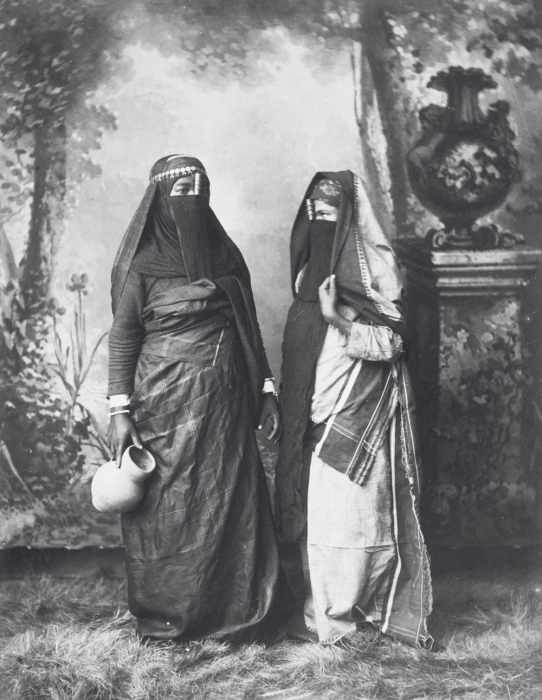
Femmes égyptiennes, portrait en studio.
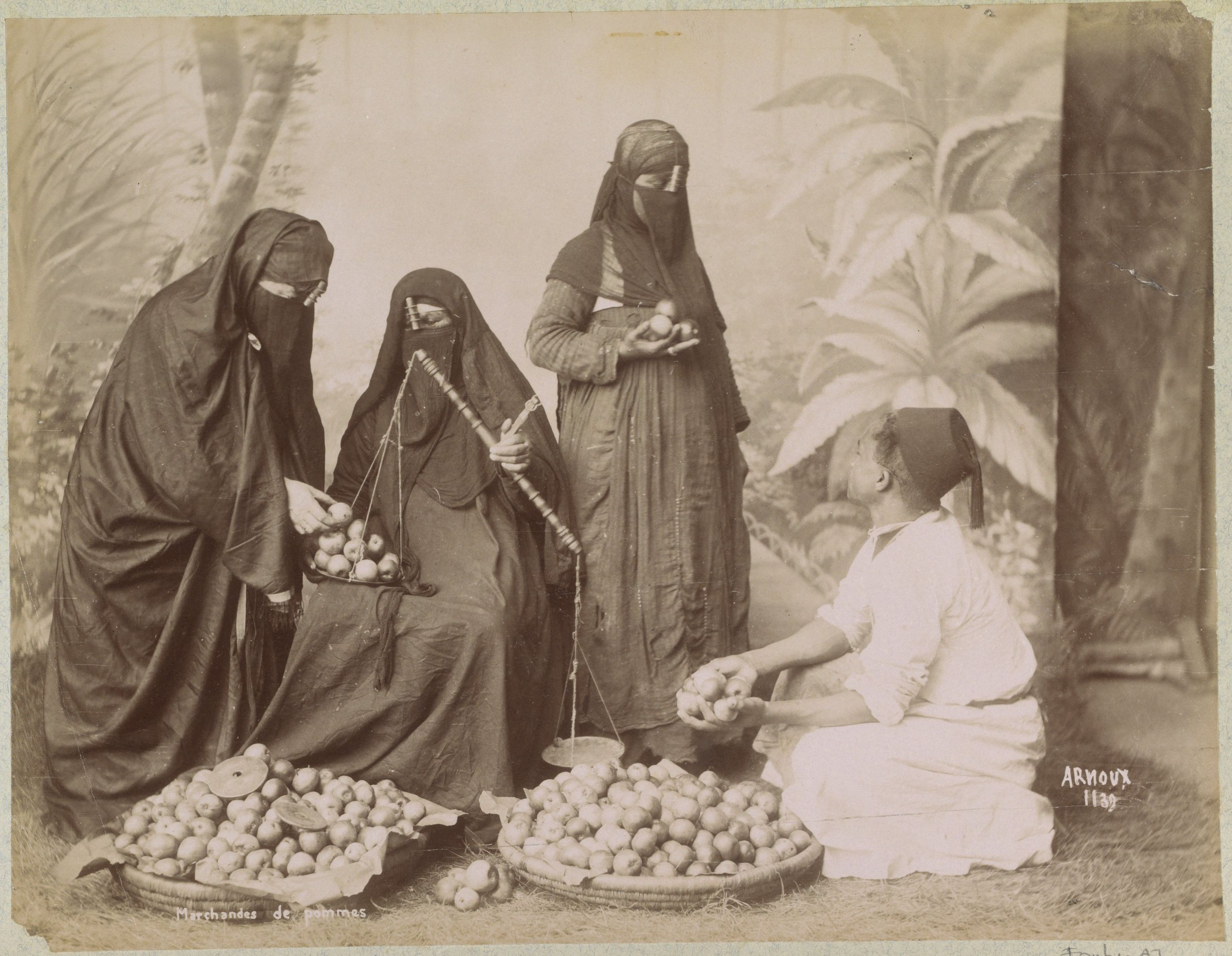
Marchandes de pommes, scène de rue reconstituée en studio.
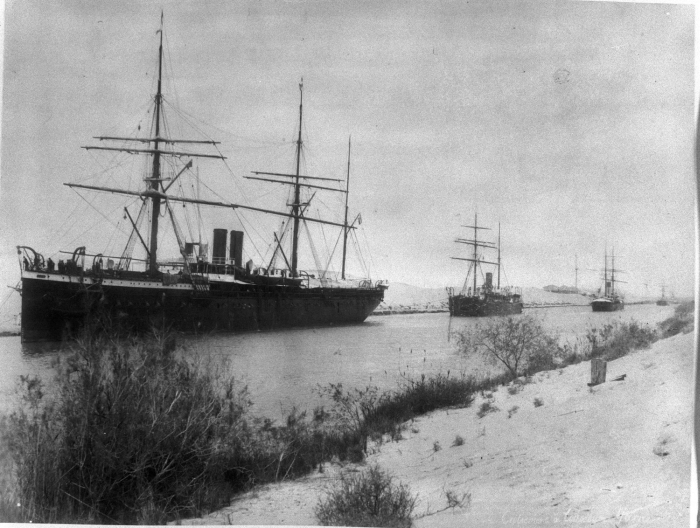
Navires en transit sur le canal de Suez.
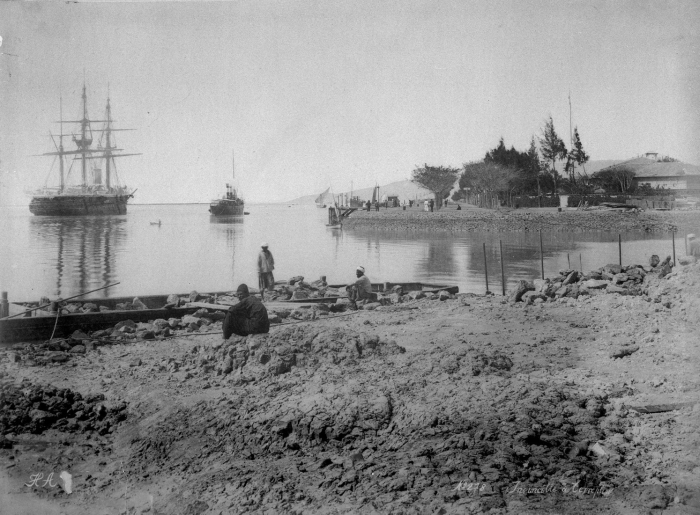
Le HMS Invincible, à Port Taufig, à l'embouchure du canal de Suez.
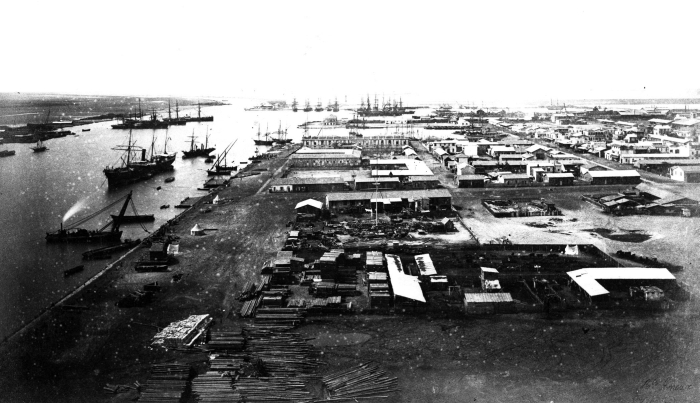
Vue de Port-Saïd et du canal de Suez.
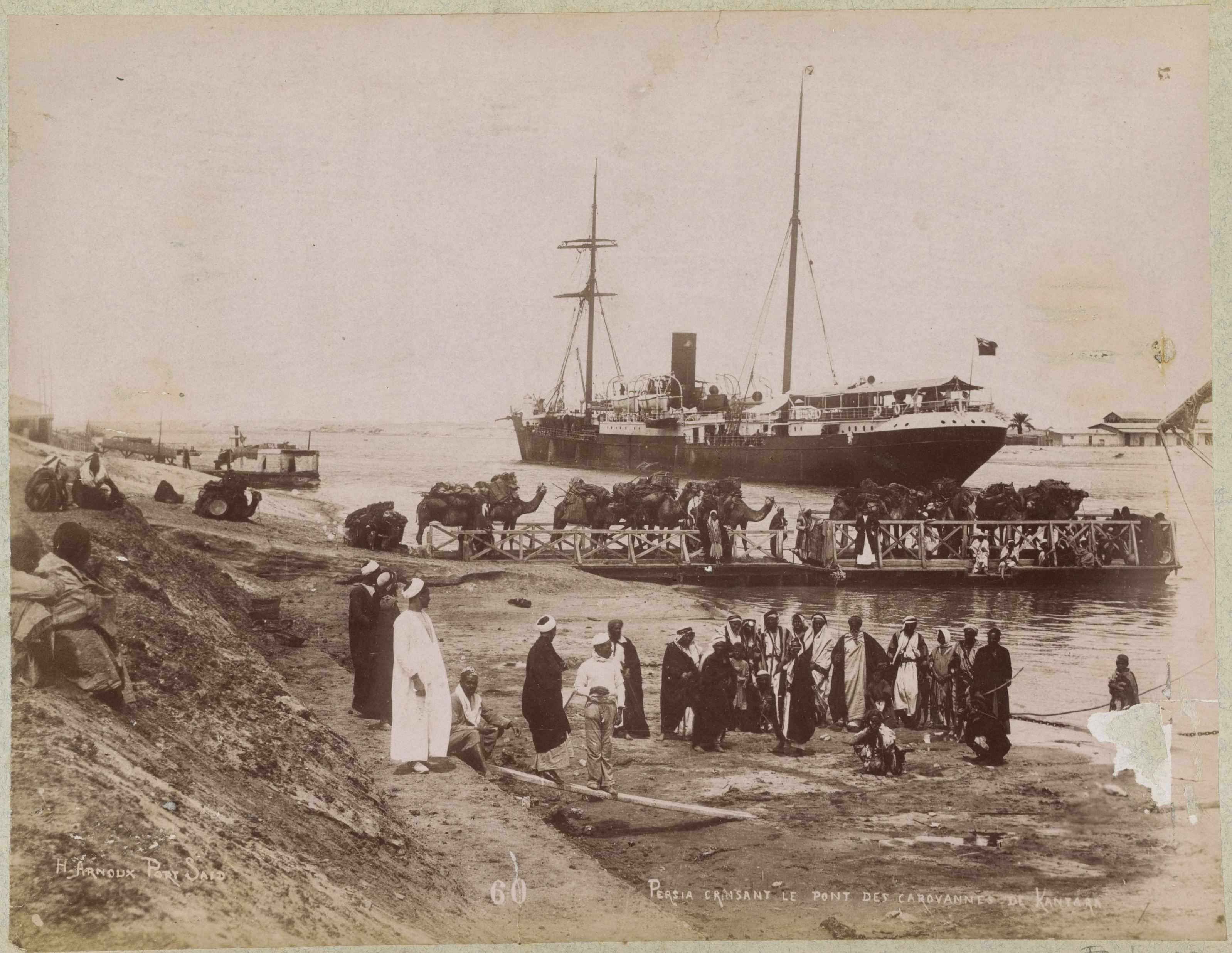
Bac des chameaux et navires en transit à El Qantara sur le canal de Suez[16].
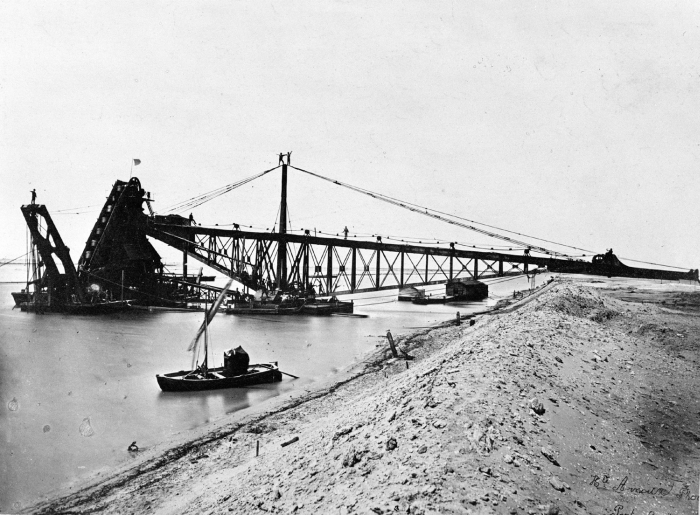
Une drague en action sur le canal de Suez.
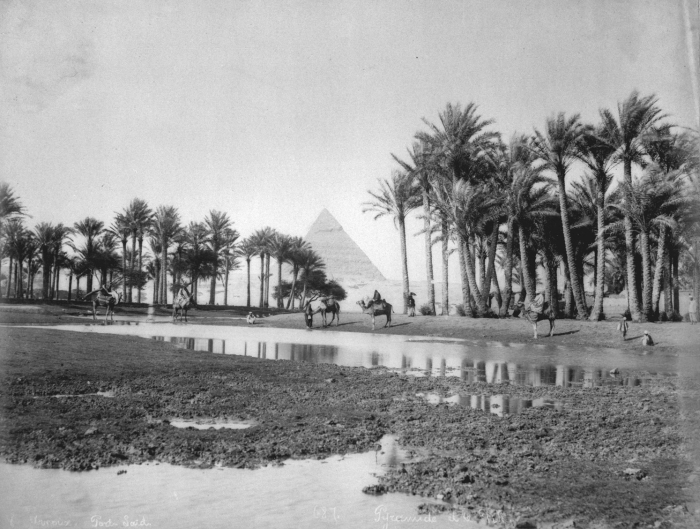
Chameaux se désaltérant près des pyramides.
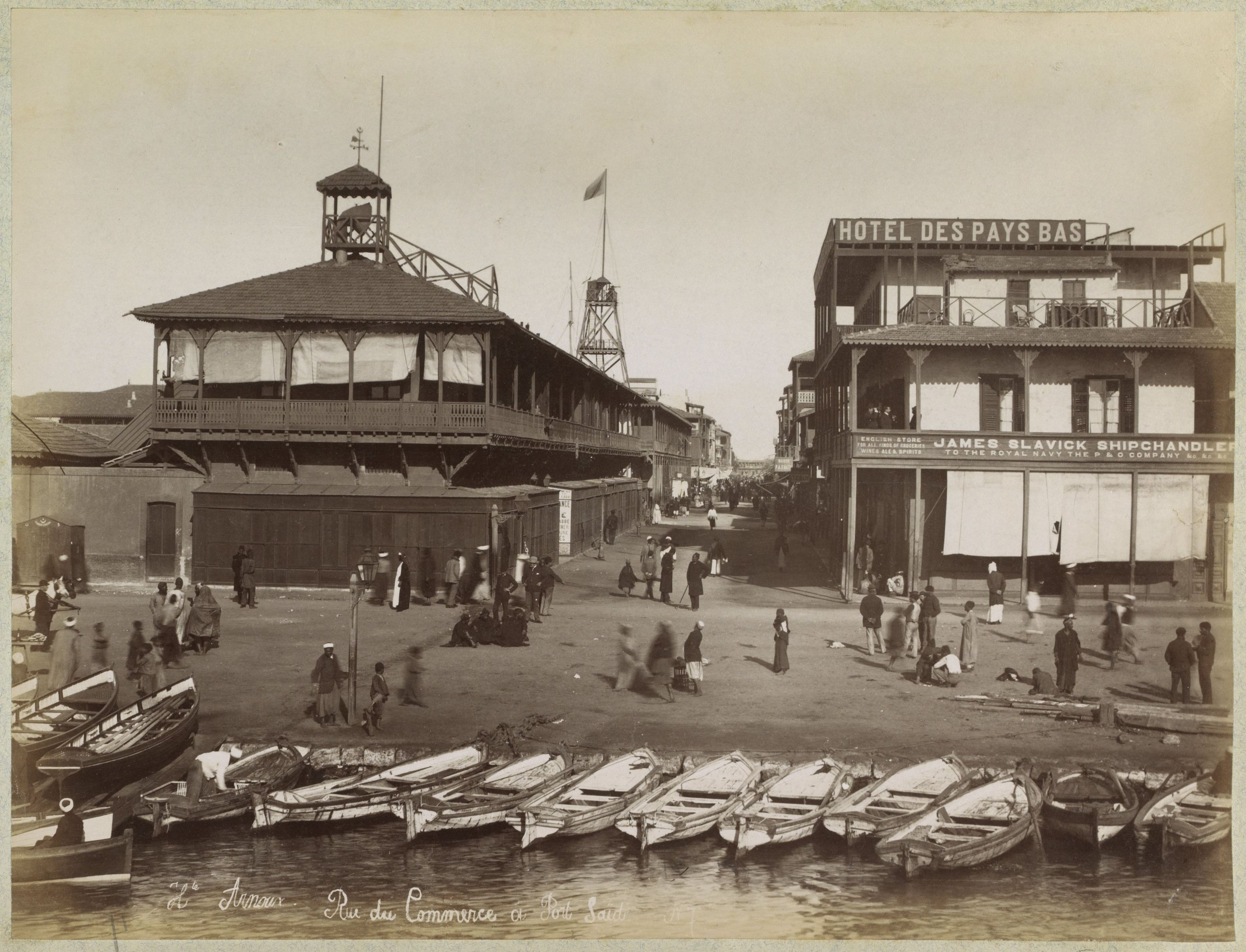
L'Hôtel des Pays-Bas rue du Commerce à Port-Saïd.
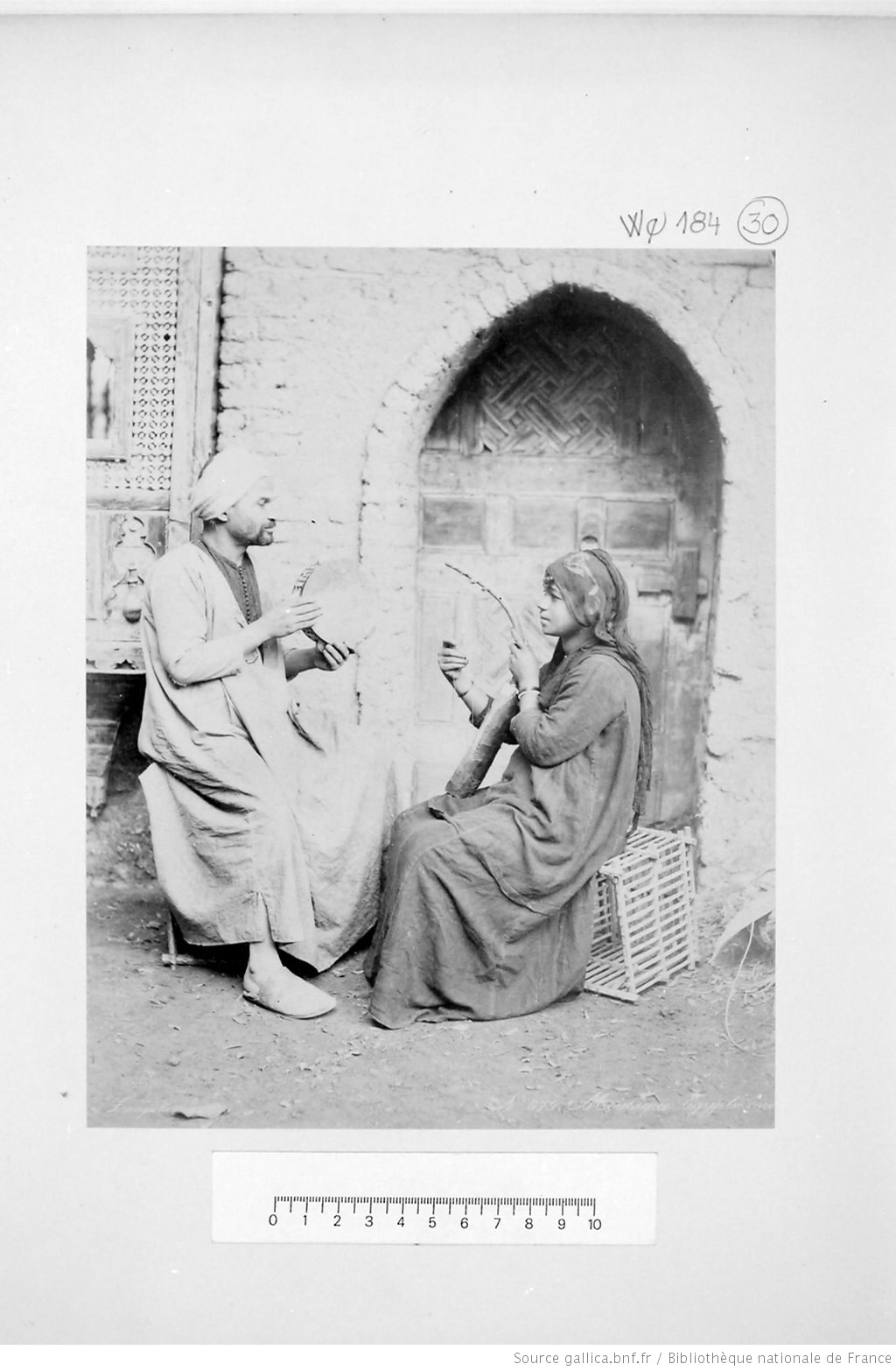
Musiciens égyptiens.
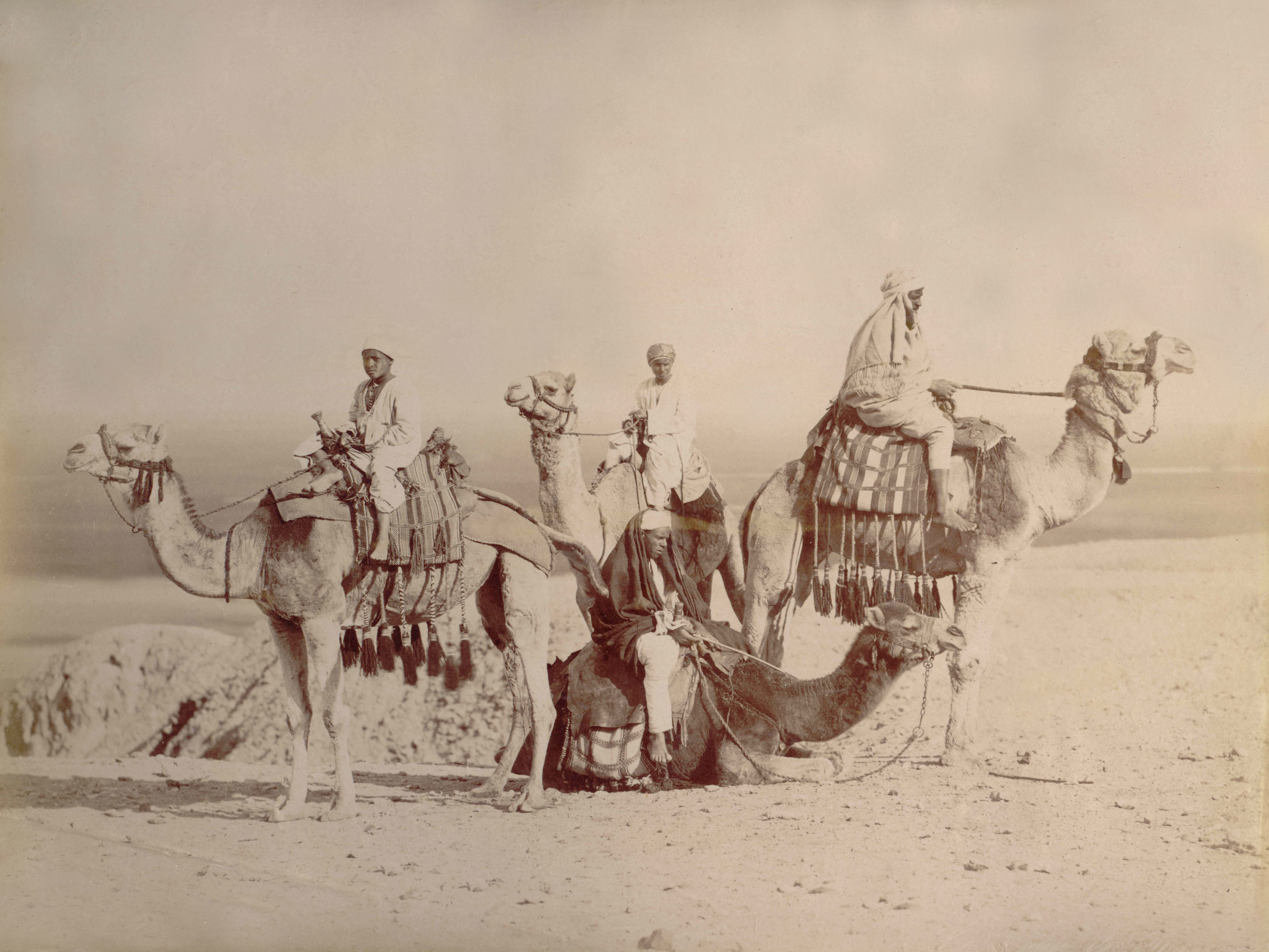
Chameaux et leurs cavaliers, vers 1880.
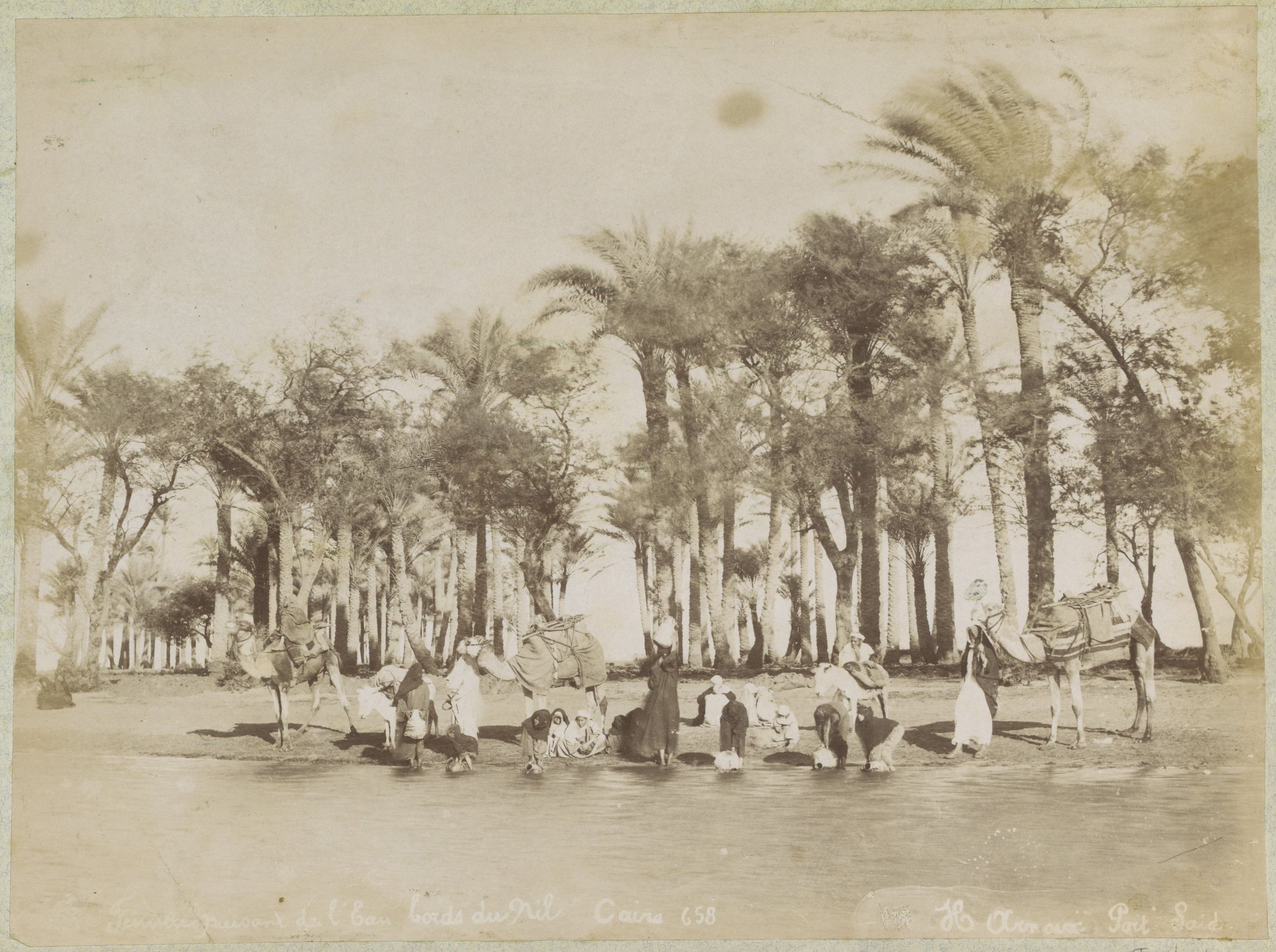
Femmes et enfants puisant de l'eau dans le Nil au Caire.

## Collections
- Centre canadien d'architecture, Montréal[17].
- Bibliothèque nationale de France, Paris[18]

à noter : un album de 89 photographies d'Arnoux et des frères Zangaki donné en 1893 par Albert Méhier de Mathuisieulx à la Société de géographie,,.

## Expositions

### Expositions personnelles
- 6 novembre 1996 - 3 février 1997 : Hippolyte Arnoux. Photographe de l’Union des mers, Centre historique des Archives nationales, Hôtel de Soubise, Paris[21].

### Expositions collectives
- 2008 : Focus Orient : orientalist photography from the late 19th and early 20th centuries. A selection from the Thomas Walther collection, Sharjah Art Museum, Charjah

photographies d' Émile Béchard, Pascal Sébah, Tancrède Dumas, frères Zangaki, Wilhelm Hammerschmidt, Félix Teynard, Francis Frith, Hippolyte Arnoux, Félix Bonfils, Gabriel Lekegian, Jean Geiser, Constant Alexandre Famin, Cosmi Sébah, Ludovico Hart, Alexandre Bougault, Lehnert & Landrock.